# 张清 (1960年)
张清（1960年5月—），男，汉族，山西文水人，中华人民共和国政治人物，现任北京市人大常委会副主任、党组成员。